# The Hanged Man (televisieserie)
The Hanged Man was een Engelse misdaadserie van 8 afleveringen die in 1975 werden geproduceerd. 
Lew Burnett is een selfmade man en eigenaar van een bouwonderneming. Na een vliegtuigongeluk waarbij zijn vrouw om het leven kwam, zijn er drie aanslagen op zijn leven ondernomen. Hij besluit om het te doen voorkomen alsof de laatste aanslag zijn dood betekende.
Burnett probeert uit te vinden wie de dader is van deze aanslagen, daarbij geholpen door zijn vriend  Alan Crowe. Burnett reist voor zijn onderzoek de hele wereld over.

## Bezetting
- Colin Blakely - Lew Burnett
- Michael Williams - Alan Crowe
- Gary Watson - John Quentin
- John Rees - Brian Nelson
- Angela Browne - Elizabeth Hayden
- Brian Croucher - Sammy Grey
- William Lucas - George Pilgrim
- Frank Wylie - David Larson
- Julian Glover - Joe Denver
- Jenny Hanley - Druscilla
- Peter Halliday - Jean-Claud de Salle
- John Bay - Sam Lambert
- William Russell - Peter Kroger
- Michael Coles - Hans Ericksen
- Gareth Hunt - Eddie Malone
- Jack Watson - Douglas McKinnon
- Bill Mitchell - Harry Friedman
- Alan MacNaughtan - Charles Galbraith

## Afleveringen
- Wheel of Fortune
- Tower of Destruction
- Knave of Coins
- Chariot of Earth
- The Bridge Maker
- Grail and Platter
- Laws of Fortune
- Ring of Return

## Turtle
In de laatste aflevering , Ring of Return, komt een schimmige dief Turtle tot leven. Deze figuur krijgt later zijn eigen serie Turtle's Progress genaamd. 